# 석가모니
석가모니(釋迦牟尼, 산스크리트어: शाक्यमुनि 샤키야무니)는 불교의 교조이며 다른 호칭으로 세존, 석존, 불, 여래 등 10가지 존칭과 본명인 싯다르타 가우타마가 있으며, 서양에서는 흔히 가우타마 붓다(영어: Gautama Buddha)라고 칭한다.
샤카 공화국 룸비니(오늘날 네팔 남쪽 국경 근처)에서 공화국의 수반인 슈도다나의 장남으로 태어났다. 인간 삶은 생로병사가 윤회하는 고통으로 이루었다고 자각하고 이를 벗어나고자  29세 때 출가하였다. 처음에는 다른 수행자의 수행법이나 고행을 하였으나 이는 무의미하고 중도가 긴요함을 알았다. 부다가야의 보리수 밑에서 선정을 수행하여 35세에 완전한 깨달음을 성취하고 부처(Buddha, 佛陀)가 되었다. 이후 인도의 여러 지방을 편력하며, 포교와 교화에 힘썼고, 쿠시나가라에서 80세 나이로 입멸하였다.

## 호칭
샤카족의 성자라는 의미에서 “샤카무니”(산스크리트어: शाक्यमुनि 샤키야무니) 또는 한자 음차인 “석가모니”(釋迦牟尼)라고 부르고, 줄여서 “샤카”(산스크리트어: शाक्य 샤키야) 혹은 “석가”(釋迦)라고 한다. 역할에 따라 부처님, 부처, 석가모니, 석가세존, 석존, 세존, 석가, 능인적묵, 여래, 불타, 붓다, 불(佛) 등 다양하게 부른다. 이는 모두 깨달음을 성취한 존재와 관련이 있다. 본명은 싯다르타 가우타마(산스크리트어: सिद्धार्थ गौतम 싯다르타 가우타마, 팔리어: Siddhattha Gotama 싯닷타 고타마, 한국 한자: 悉達多 喬達摩)로 “가우타마”는 성이며, “싯다르타”는 이름이다. 가우타마 싯다르타라고도 한다. 싯다르타는 그의 아버지가 지은 이름으로 “소원성취” 혹은 “모든 소원을 이루게 하는 사람”이란 뜻이다. 성씨인 가우타마에 깨달음을 성취한 존재라는 뜻의 “붓다(불타 · 불 · 부처)”를 더하여 “가우타마 붓다”(Gautama Buddha)라고 한다.

## 생애

### 역사적 배경
기원전 6세기경 현재 네팔 남부와 인도의 국경 부근 히말라야 기슭에 카필라바스투(가비라성, 오늘날 네팔 틸라우라코트)를 중심으로 샤캬 공화국이 있었다. 싯다르타는 그 나라의 왕 슈도다나(Suddhodana, 정반왕)와 마야 부인(Mahamaya) 사이에서 태어났다. 샤캬 공화국은 일종의 혼합정체를 행하고 있었다. 라자냐라는 수장을 교대로 선출하는 독립된 자치 공동체였지만, 정치적으로는 코살라 왕국 일부였다.

### 탄생

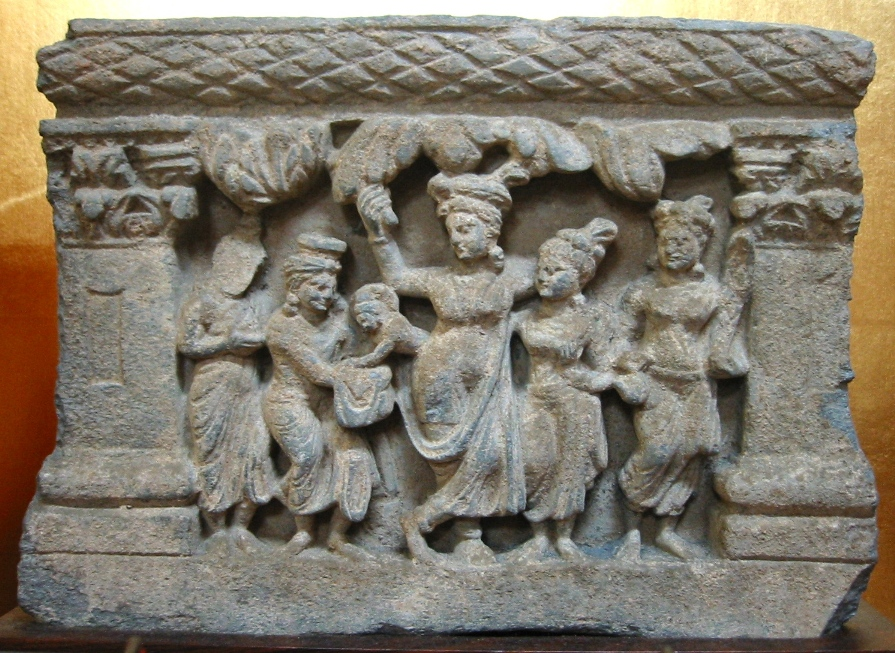
싯다르타의 탄생을 표현한 부조.

슈도다나는 오랫동안 아들이 없었는데, 왕비가 6개 이빨을 가진 흰코끼리가 옆구리로 들어오는 꿈을 꾸고서 임신했다. 마야 부인은 출산이 임박하자, 당시 풍습에 따라 친정인 데바다하(Devadaha, 구리성)로 향했는데, 음력 4월 8일 룸비니에서 꽃이 만발한 무우수 나뭇가지를 잡고 오른쪽 겨드랑이 밑에서 석가모니를 낳았다. 이때 하늘에서 오색 구름과 무지개가 피었으며, 가릉빈가(迦陵頻伽)가 아름다운 소리로 왕자의 탄생을 축하하고, 구룡이 나타나 몸을 닦아 주었다. 석가모니는 태어나서 사방으로 일곱 걸음을 걸었는데, 그 걸음마다 연꽃이 피어올랐고, 오른손은 하늘을 왼손은 땅을 가리키며, “천상천하 유아독존 삼계개고 아당안지(天上天下 唯我獨尊 三界皆苦 我當安之)”라고 외쳤다. 이는 “우주안에서 오직 나만이 높다. 삼계가 모두 괴로움이니, 이제 내가 그들을 편안하게 하리라.”라는 뜻이다.

### 유년 시절과 결혼
싯다르타는 생후 7일만에 어머니 마야 부인을 여의고 이모인 마하파자파티(Mahapajapati)의 손에 자랐으며, 뛰어난 지혜로 사람들을 놀라게 하였다. 성장하면서 진리에 관해 명상했는데, 그때까지만 해도 궁전 안의 안락함이 모든 인간의 생활인 줄 알았다. 어느날 궁 밖으로 나와 밭갈이하는 농부를 보고 인간들이 수고해야 삶을 영위할 수 있다는 인간 사회의 고통을 깨달았다. 그리고 새가 잡아먹는 벌레를 보고 큰 충격을 받았으며, 쇠약한 노인을 보고는 인생의 무상함을 느꼈다. 태어나서 병들어 신음하고 죽어야 하는 생로병사의 운명에 슬픔을 금치 못하였다. 석가의 이러한 우울한 심정을 눈치챈 부왕은 혹시 아들이 당시 많은 젊은이들처럼 출가하지 않을까 염려하여 16세의 나이에 콜리야 왕국의 공주 야쇼다라(Yaśodhara)와 혼인시켰다. 이후 아들을 낳았는데 수행에 방해라며 이름을 “라훌라(Rahula)”라고 지었다. 부왕은 많은 미녀들을 시켜 주야로 향연도 베풀었으나, 오히려 출가를 재촉하는 동기만 되었다.

### 출가
29세가 되던 해 어느 날 밤, 번뇌에서 벗어나려면 깨우쳐야 한다고 결심하고서 가족에게 무언의 이별을 고한 채 출가하였다. 이 출가에는 여러 동기가 중첩해 작용했지만, 가장 강력했던 요인은 “무상한 이 세상의 괴로움을 어떻게 해결할 것인가?”라는 다르마를 추구하려는 끊임없는 열정이었다. 싯다르타 왕자가 카필라바스투 성 동문 밖에서 노인, 남문 밖에서 병자, 서문 밖에서 죽은 자, 북문 밖에서 승려를 만났다는 불전의 사문유관(四門遊觀) 이야기는 무상고(無常苦)에 대한 강렬한 자각을 의미한다. 아들 라훌라가 있으니 후계자에 대한 근심은 하지 않게 된 싯다르타는 시종 차닉(車匿)을 데리고 백마를 타고서 성문을 빠져나갔다.

### 고행
싯다르타는 시종과 헤어지고 브라만 고행자의 가르침을 받아 단식하고 고행하였다. 그는 정신을 통일하려고 허리를 땅에 대지 않고 결가부좌 유지하는 등 온갖 고행을 하였으나 해탈에 이를 수 없음을 깨닫고 혼자 성지를 찾아 수행하기로 하였다. 그는 삭발하고, 옷 갈아입고 구걸하면서 남쪽의 마가다 왕국을 향해 갔다. 마가다 왕국의 수도 라자그리하(Rajagrha, 王舍城)는 정치, 경제의 중심지였고, 많은 수도자가 모이는 곳이었다. 여기에서 브라만교의 행자(行者)에게서 요가를 배웠으나, 역시 정신적으로 만족하지 못하였다. 이번에는 네란자나 강(Nairanjana, 尼連禪河) 부근에서 단식과 불면의 고행을 하였다. 싯다르타가 생존한 당시에는 선정 수행, 고행 수행으로 크게 두 가지 수행법이 존재하였는데 싯다르타는 다양한 고행을 철저히 이행하였다.
한때 부왕으로부터 사람이 와서 귀국을 권하였으나, 석가 마음은 변하지 않았다. 부왕은 석가 환국을 단념하고 현자 5명을 뽑아 태자를 수행하게 하였다. 이 기간이 6년이었는데, 이러한 육체적인 고행도 효험이 없음을 알고 그만두었다. 그러자 지금까지 고행을 같이하던 수도자 5명도 떠나갔다.

### 고행으로 인한 상념들에서 벗어난 수행
석가는 목욕하고 심신을 맑게 하여 마을 처녀가 가져다준 젖과 죽을 마시고 체력을 회복하였다. 그것을 본 5명 수도자는 석가가 타락했다고 여기고서 떠났다는 설도 있다. 이후 부다가야 근처에 있는 우루베라 촌 보리수 밑에 풀을 깔고 법좌를 정하고 깨닫지 못하면 그 자리를 떠나지 않겠다고 맹세하며, 조용히 내관(內觀) 고행을 계속하였다. 이 고행으로 일체의 공리적 관념을 버리고 자기 마음 속에 있는 욕망을 끊어 없애며 세계를 있는 그대로 보고자 하였다. 이 길이 얼마나 어려웠었는지 도를 닦는 마음을 좌절시키려 달려드는 마라 파피야스와 싸움으로 묘사했다.

### 깨달음

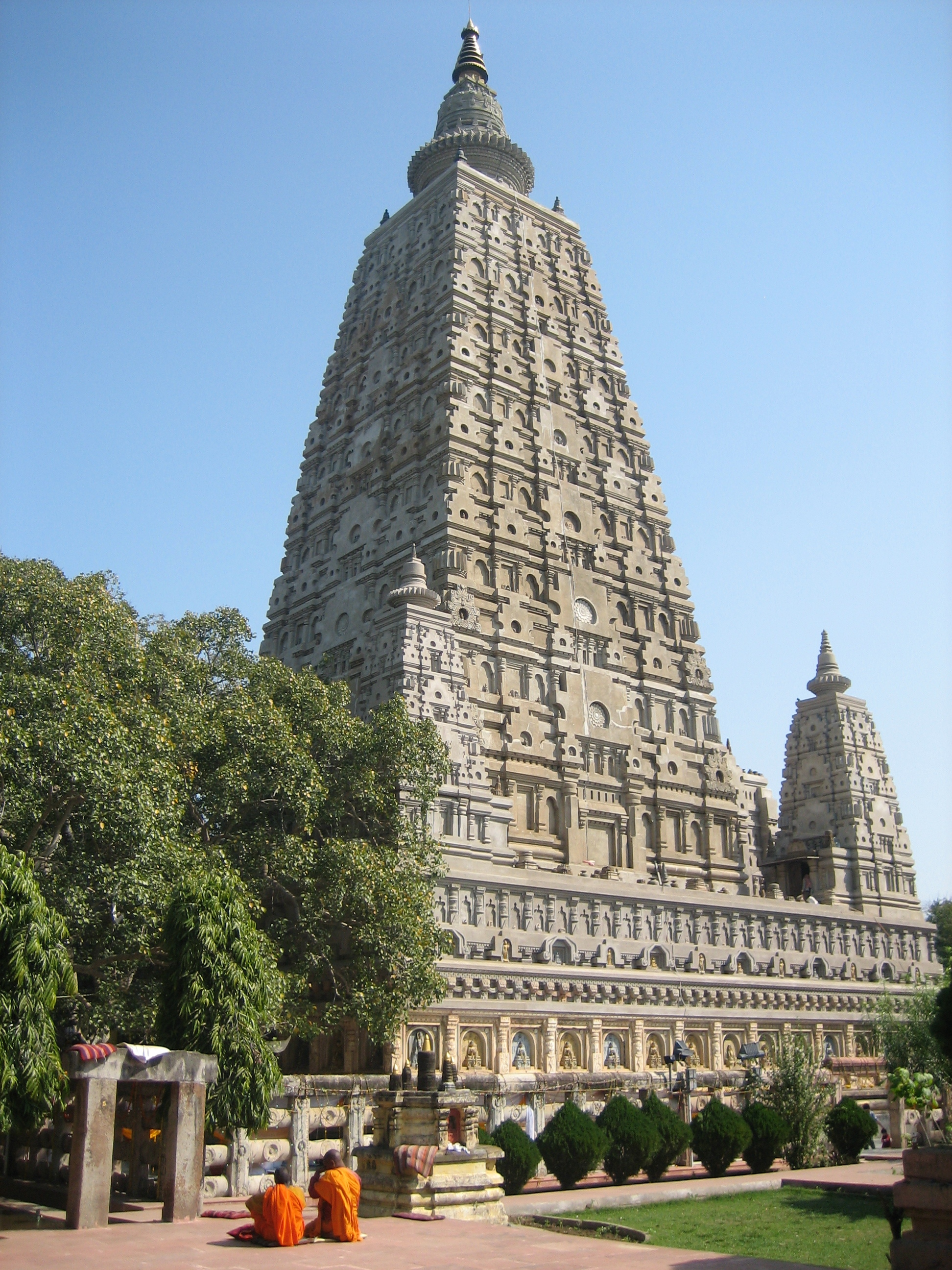
싯다르타가 깨달음을 얻은 부다가야에 있는 마하보디 대탑.

35세 되는 해 12월 8일 이른 새벽(남방불교의 전설에는 바이샤카월의 만월이 된 밤)에 드디어 ‘대각(大覺)’을 이루고 생로병사의 본원을 끊어 없애는 확신을 얻었다. 이것은 어떠한 번뇌에도 흔들리지 않는 절대 정적(靜寂), 즉 열반의 세계를 체현(體現)이며, 올바른 자각을 얻어 눈을 뜬 부처가 되었음을 의미했다.

### 포교

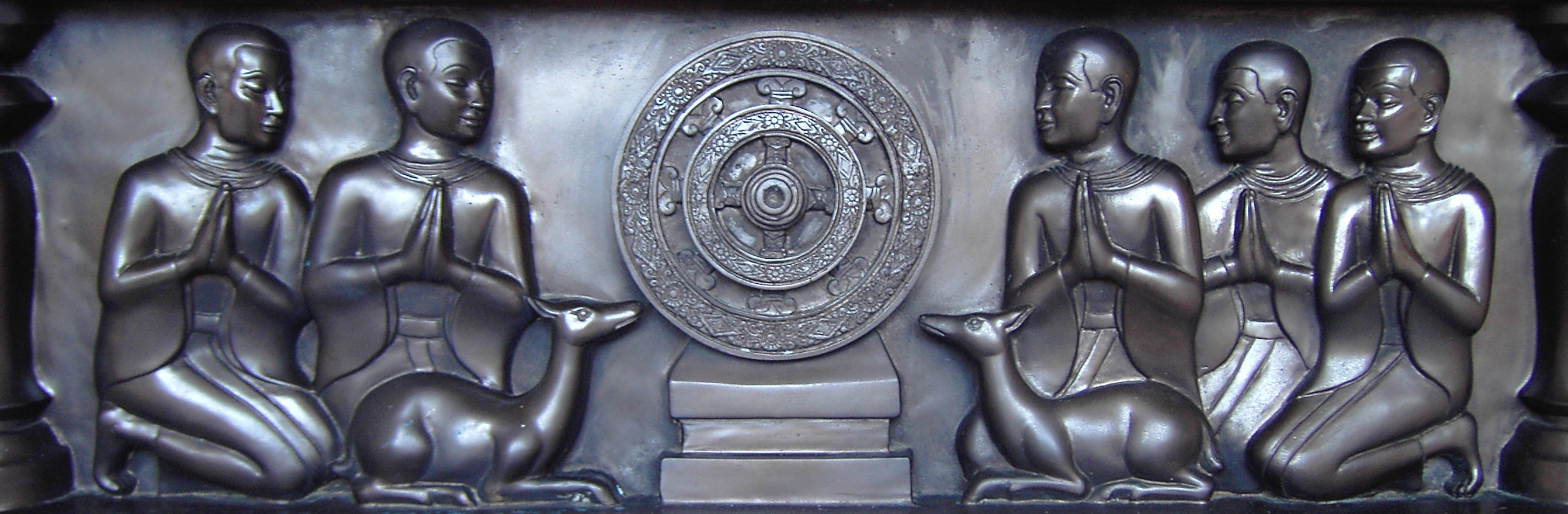
싯다르타가 처음으로 설법한 다섯 비구가 법륜에 경의를 표하는 모습

우주 진리를 깨닫고는 보리수 밑에 대좌하여 7일 동안 12연법을 달관하여 모든 의혹에서 완전히 벗어났다. 한동안 깨달음 경지를 혼자 즐기다가 얼마 후 이러한 기쁨을 다른 사람들에게도 나누고자 하였다. 우선 지난 날에 같이 고행하던 수행자 5명을 교화하려고 바라나시 교외 사르나트(鹿野苑)를 방문하였다. 그들 5명은 고행을 그만둔 석가를 경멸했으나 이내 쾌락과 고행의 양극단을 배제한 중도 설법에 감화하였다. 이 최초 설법을 초전법륜(初轉法輪)이라고 한다. 이로 말미암아 부처 제자가 된 5명 비구(比丘)가 생기면서 불(佛)·법(法)·승(僧)의 불교 교단이 성립하였다.
이후 45년간 라자그리하와 슈라바스티(Sravasti, 舍衛城)를 중심으로 비교적 넓은 범위에 걸쳐 설법을 해나갔다. 붓다 가르침은 심원하면서도 상대에 따라서 문답 형식이나 비유 또는 인연 설화(因緣說話)를 활용하고, 평이한 말로 친절을 다하여 설법했으므로 점차 제자가 늘어났다. 경제적으로 돕는 귀의자도 나타나서 마가다의 왕 빔비사라가 가란타의 동산에 건물을 짓고 헌납하니 승가람의 시초가 되었다. 이를 죽림정사라고 부른다. 사위성에도 기원정사라는 큰 절을 세워 사부중의 완성을 보았다.

### 입멸

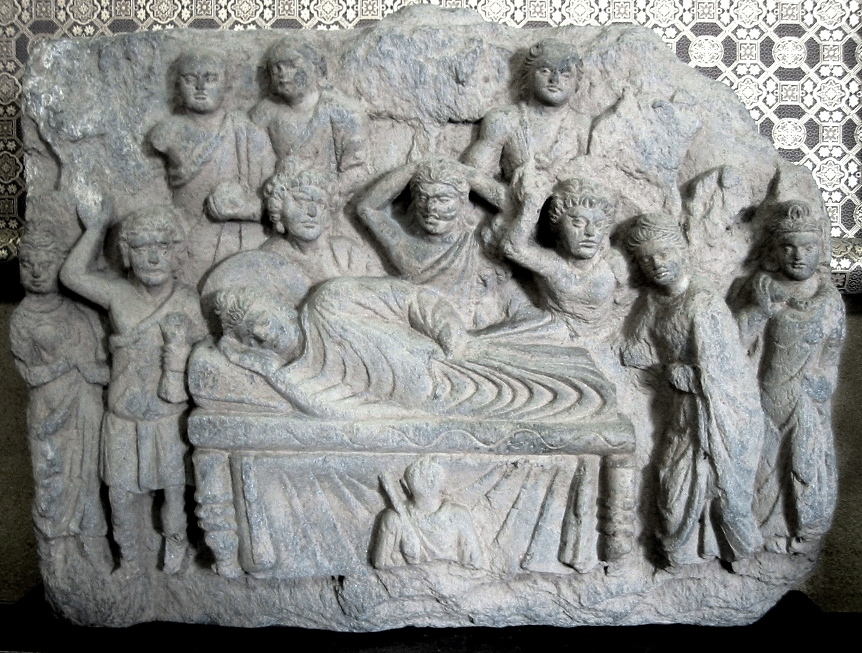
싯다르타의 죽음을 표현한 부조.

80세 고령이 될 때까지 설법을 그치지 않았다. 파바시에서 받은 공양이 잘못되어 심한 이질(식중독)을 앓았다. 고령인데다 금식을 자주 했었기에 장이 매우 약한 탓이었다. 병이 위독함을 깨달은 붓다는 최후 목욕을 마치고 사라(沙羅)나무의 숲속으로 들어가 북쪽을 바라보고 오른쪽으로 누워 발을 포갠 다음 밤중에 제자들에게 최후 가르침을 폈다. 이후 쉬지 말고 수행에 임할 것을 유언으로 남기고 조용히 쿠시나가라에서 입멸하였다. 유골과 사리는 왕후, 귀족들이 분배하여 각자 나라에 가지고 가서 탑파를 세우고 봉양하였다.
| “ | 스스로를 섬으로 삼아 스스로에 의지하며 살아라. 다른 것에 의지하지 말고. 진리를 섬으로 삼아 진리에 의지하라. 다른 것에 의지하지 말고. | ” |
|   | — 《대열반경》 |   |

### 생몰년
석가모니 생몰년도는 아직까지 불분명하다. 주류 역사가들은 대체로 그가 기원전 563년 무렵에 태어나 기원전 483년 무렵에 사망했다고 추정한다. 다만 불교에서 부처 탄생과 반열반을 기원전 624년 ~ 544년으로 본다. 불교에서 사용하는 달력 체계인 불기가 석가모니가 탄생한 해가 아니라 빠리닙바나(반열반)에 든 해부터 계산하기 때문이다.

## 사상

### 3고와 8고
- 고고(苦苦)

1. 우리가 여기에 태어났다는 것은 바로 아픔의 뿌리이다 (生).
2. 태어나서 늙게되는 것은 또한 아픔이다 (老).
3. 살아가면서 병이 들면 아픔을 뼈저리게 깨닫는다 (病).
4. 삶을 언젠가는 마무리 지어야 한다는 것에 아픔을 깨닫는다 (死).

- 괴고(壞苦)

1. 사랑하고 헤어지는 아픔을 깨닫는다 (愛別離).
2. 미워하고 한숨지으며 아픔을 깨닫는다 (怨憎會).
3. 무엇을 얻고자 하나 얻지 못하면서 아픔을 깨닫는다 (求不得).

- 행고(行苦)

1. 사람으로 태어나 가진 다섯 가지 조건에서 비롯되는 아픔을 깨닫는다 (五取蘊).

### 연기
연기설이란 “이것으로 생하면 저것이 생하고, 이것이 멸하면 저것이 멸한다.” 너와 나와 만남도 바로 깊은 인연의 까닭이다. 네가 있으니 내가 있는 것인 만큼 자타가 불이(不二)함을 깨달아 머무름이 없는 자비를 실천하라고 가르친다. “연기(緣起)”란 말 그대로 “모든 것이 인연으로 인하여 생겨난다”는 뜻이다.

此有故彼有 이것이 있기 때문에 저것이 있고,
此起故彼起 이것이 생기기 때문에 저것이 생긴다.
此無故彼無 이것이 없기 때문에 저것이 없고,
此滅故彼滅 이것이 멸하기 때문에 저것이 멸한다.
— 雜阿含, 卷13

### 자비
자비란, 연기를 깨달을 때 나타나는 포괄적이고 보편적인 사랑. 다시 말해 자타불이(自他不二)를 전제로 한 무조건적인 사랑을 뜻한다.
진정한 자비란, 인간에게만 국한시키지 않고 살아있는 모든 생명체, 즉 미물에까지 미치는 사랑을 의미한다.

### 사성제
사성제란 곧 욕심이 없으면 고통이 사라지고 올바른 수행생활로 열반과 해탈에 이른다고 가르치는 불교 핵심의 진리로서 여러 불교교파에서 보편적으로 받아들인다.
- 고(苦)성제 : 모든 것은 다 고통이다
- 집(集)성제 : 그 고통은 바로 탐욕과 진노와 어리석음에서 비롯된다.
- 멸(滅)성제 : 번뇌와 무명을 모두 끊어 버린 절대평화, 절대자유 해탈의 경지를 가리킨다.
- 도(道)성제 : 멸의 세계에 이르기 위한 “여덟 가지의 올바른 수행 생활”을 설명하여 팔정도의 방법이 있다.

### 팔정도
팔정도란 지나친 쾌락과 지나친 계율, 고행을 금지한 중도로서 여덟 가지 바른 수행법이다.
1. 정견: 불법의 진리인 사성제(四聖諦)를 바르게 인식
2. 정사유: 올바르게 사유
3. 정어: 올바르게 사유하고 그에 따라 말함
4. 정업: 올바르게 사유하고 그에 따라 행동함
5. 정명: 올바른 생활방식으로 의식주를 해결하는 것
6. 정정진: 바른 마음가짐으로 노력하는 것
7. 정념: 실체와 사고· 감정의 움직임에 대하여 깨어 있는 것
8. 정정: 바른 선정으로 심신을 조용히 갖고 무상무아(無常無我)를 깨달음

### 삼법인
삼법인은 불교 중심 사상으로 일체 존재의 세 가지 특성인 무상(無常), 무아(無我), 고(苦)을 말하며 나중에 일체개고를 열반적정으로 대체하였다.
1. 제행무상(諸行無常): 모든 것이 덧없이 변한다. / 변화만이 유일하다.
2. 제법무아(諸法無我): 영원한 자아의 본체란 있을 수 없다. / 힌두 전통의 Atman은 존재하지 않는다.
3. 일체개고(一切皆苦): 그럼에도 불구하고 영원하리라 집착하면 모든 것이 다 고통이다. / 영원한 만족은 없으며 본질적으로 불안정하다.
4. 열반적정(涅槃寂靜): 애욕의 불길을 완전히 끄면(열반) 영원히 고요한(변함없는) 진리의 자리가 드러난다(적정). 제행무상과 제법무아를 깨달고 상대적인 유위세계를 초월하면 무위세계인 열반에 이르러 적멸의 고요함을 누린다.

## 제자

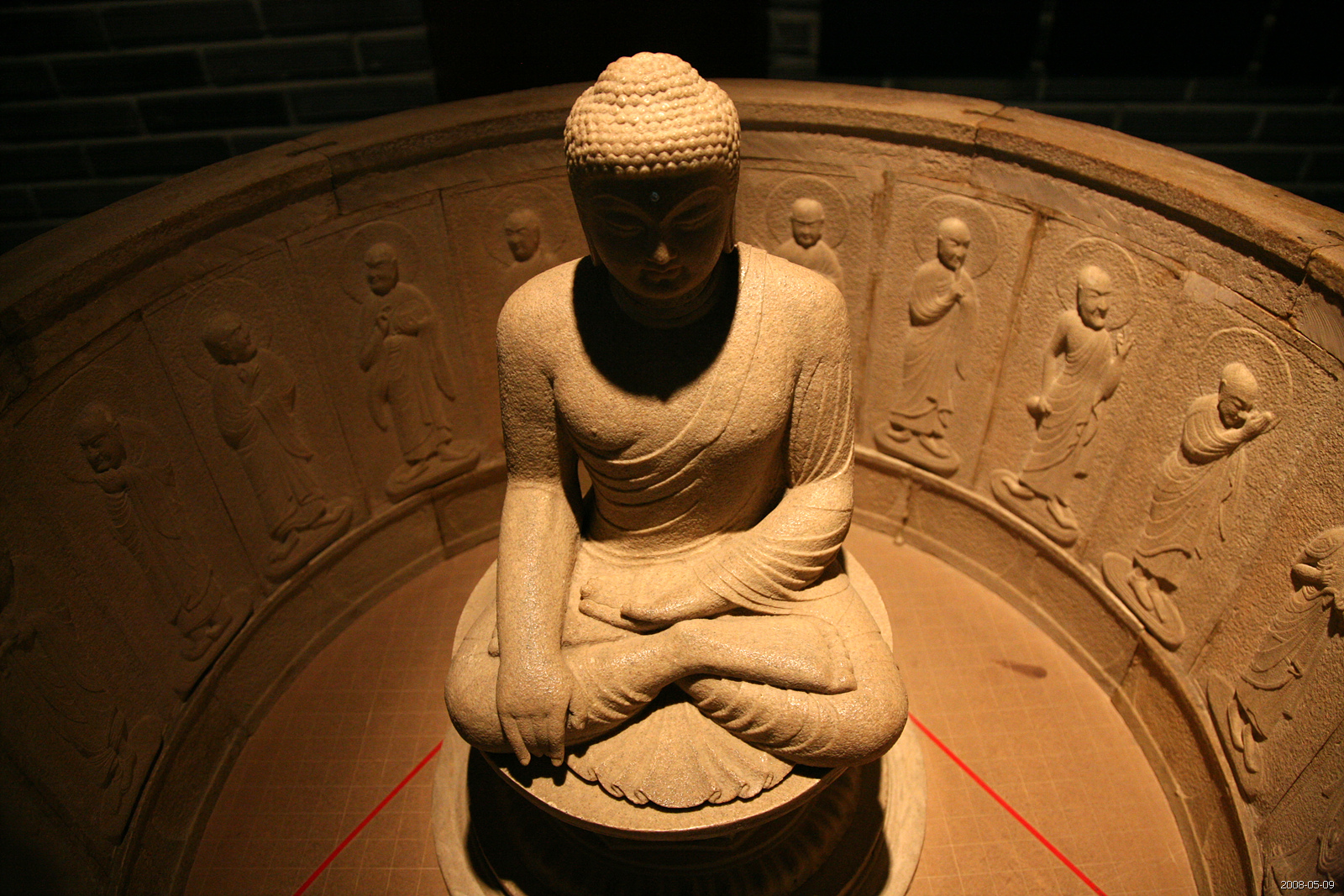
석굴암 본존불과 십대제자상 (모조).

불처의 제자 중에서 특히 10대 제자가 손꼽힌다. 지혜가 제일이었던 사리불(舍利佛, Sariputra), 신통력의 목건련(Maudgalyayana), 집착이 없고 투철한 마하가섭(摩訶迦葉, Mahakasyapa). 천안력(天眼力)을 가진 아나률(阿那律, Aniruddha), 제법개공(諸法皆空)을 잘 깨우친 수보리(須菩提：Subbuti), 설법에 능한 부루나(富樓那, Purnamaitrayaniputra), 토론을 잘하는 가전연(Katyayana), 계율을 굳게 지키는 우바리(優婆離,Upali), 들은 것이 많아 잘 외우는 아난다(阿難, Ananda), 행지(行持)가 면밀한 나후라(羅候羅, Rahula)가 그들이다.

## 다른 이름(10호)
석가모니를 불교 경전에 기록하며 다양한 칭호로 부른다. 다음의 이름으로 대치하기도 한다. (로마자 표기는 산스크리트어 표기)
- 여래(如來, Tathāgata): 문자 그대로는 "그렇게 가신 분"의 의미. 붓다 자신은 자신을 여래라고 불렀고 또 남들에게 그렇게 부르라고 했다.
- 아라한(阿羅漢, Arhat): 세상 사람들의 공양과 존경을 받을만한 가치가 있는 분.
- 정각자(正覺者, Sambuddha): 올바로 깨달음을 얻은 분. 길게는 무상정등각자 (無上正等覺者 Anuttara Samyaksambuddha) 혹은 정등각자(Samyaksambuddha)로 일컬어짐.
- 명행족(明行足, Vidyācarana Sampanna): 하는 일에 허물이 없는 분.
- 선서(善逝, Sugata): 뛰어나게 참됨에 다다른 분.
- 세간해(世間解, Locavit): 세상의 이치를 깨달은 분.
- 무상사(無上士, Anuttara puruşa): 가장 높은 자리에 계신 분.
- 조어장부(調御丈夫, Puruşadamya sārathin): 사람을 잘 길들이는 분.
- 천인사(天人師, Śāstā devamanuşayānām): 신들과 사람들을 가르치시는 분.
- 세존(世尊, Bhagavat): 세상에서 가장 높이 받들어지는 분.

팔만대장경에서는 제자들이 석가모니를 “세존이시여”, "존자시여", “여래께서” 등으로 부르고 있다.

## 힌두교에서의 관점

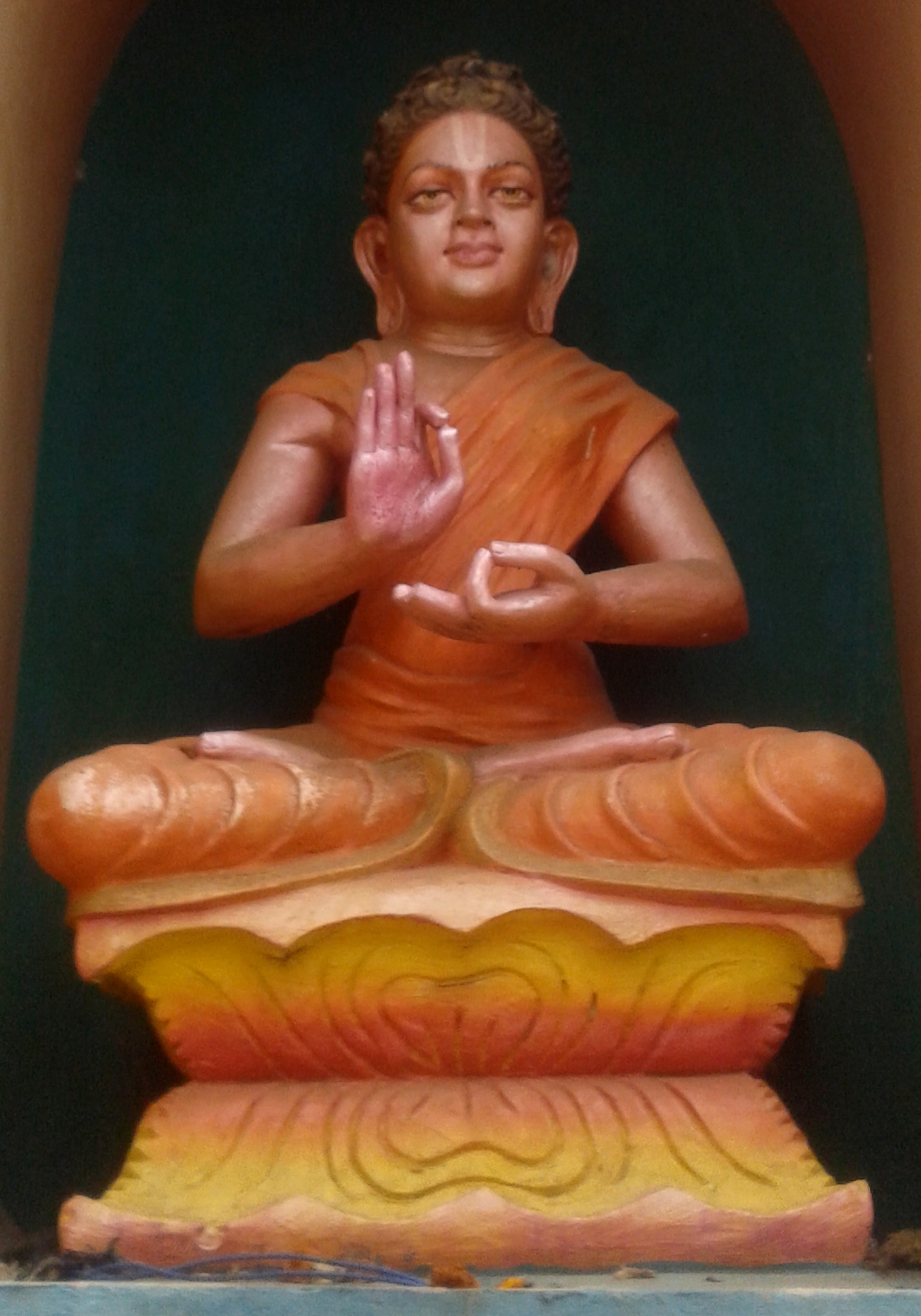
드와르카의 힌두교 신전에 있는 붓다의 불상

힌두교에서는 일반적으로 고타마 싯다르타를 악마나 악인이 베다의 가르침으로 올바른 수행을 하여 힘을 얻지 못하도록 그들을 (힌두교 입장에서는 그릇된 가르침인) 불교로 인도하여 파멸시키기 위해 나타난  비슈누의 9번째 다샤바타라로 간주하지만, 불교 또한 힌두교의 종파 중 하나로 간주하는 힌두교인들은 붓다를 힌두교의 종교개혁가로서 존경하는 경우도 많다. 하지만 이는 힌두교의 특성상, 자신의 가르침 속에 자신보다 뛰어난 모든 교리와 인물들을 포섭한 것에 지나지 않는다. 

## 대중 문화

### 만화
- 《붓다》(ブッダ), 테즈카 오사무, 1972년 ~ 1983년

## 같이 보기
- 부처님 오신 날

## 주해
1. ↑   “가우타마 붓다”(Gautama Buddha)와 같은 호칭법은 예수를 칭할 때 “메시아”라는 뜻인 그리스도를 더하여 “예수 그리스도”라고 부르거나 공자, 맹자 등의 원래 이름인 공구, 맹가로 부르지 않고 “선생”을 뜻하는 “자(子)”를 붙이는 것과 동일하다.
2. ↑   당시의 음력 4월 8일은 현재 역법에 따르면, 음력 2월 8일에 해당하지만, 오래된 관습으로 아직도 불교 종주국인 인도와 한국 등에서 음력 4월 8일을 석가탄신일로 지낸다.

## 참고 자료
- 이 문서에는 다음커뮤니케이션(현 카카오)에서 GFDL 또는 CC-SA 라이선스로 배포한 글로벌 세계대백과사전의 〈동양사상 > 동양의 사상 > 인도의 사상 > 불교 > 불타〉 항목을 기초로 작성된 글이 포함되어 있습니다.
- 이 문서에는 다음커뮤니케이션(현 카카오)에서 GFDL 또는 CC-SA 라이선스로 배포한 글로벌 세계대백과사전의 〈s:글로벌 세계 대백과사전/종교·철학/세계의 종교/불 교/불교의 역사〉 항목을 기초로 작성된 글이 포함되어 있습니다.

| 전임 크리슈나 | 다샤바타라 9대 | 후임 칼키 |